# شبكة طرق المشرق العربي الدولية

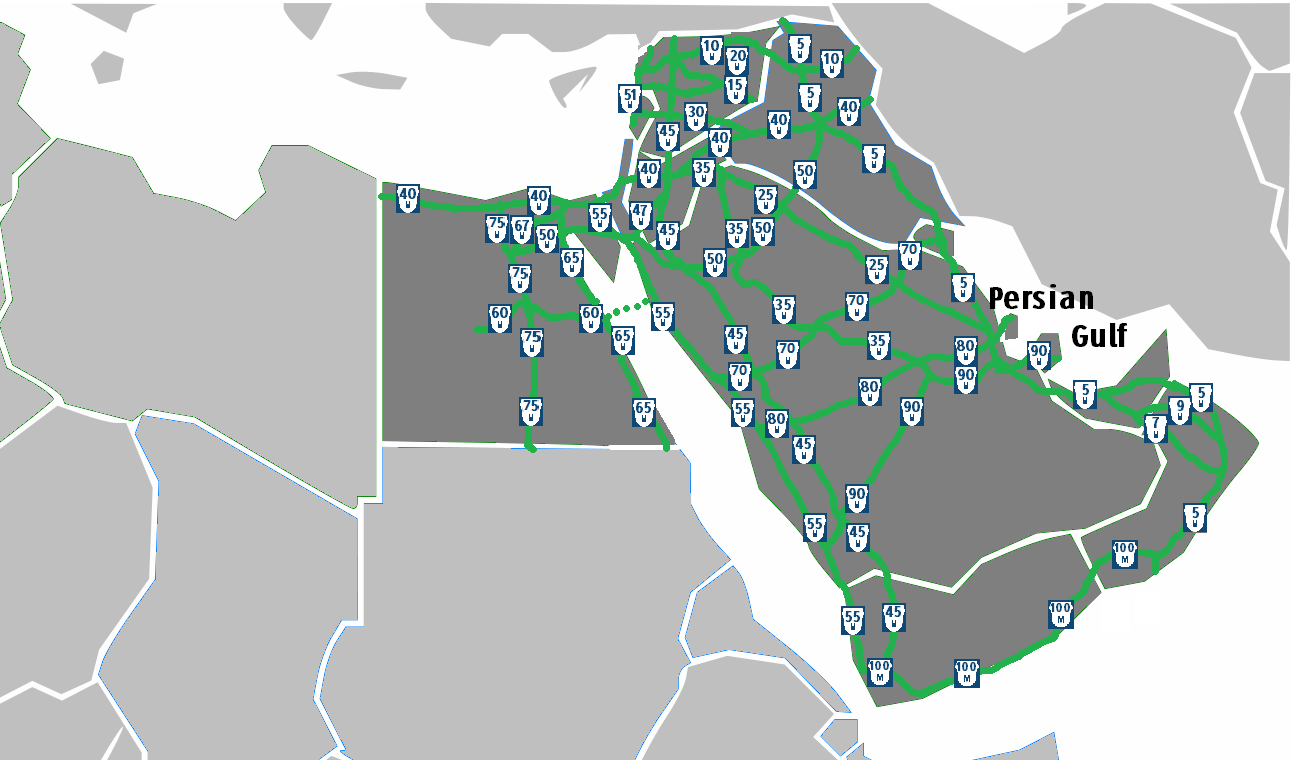
خارطة الشبكة

تعتبر شبكة طرق المشرق العربي الدولية شبكة دولية تربط الدول العربية ببعضها شاملة العراق سوريا والأردن وفلسطين (وأيضاً إسرائيل) ولبنان والكويت ومصر والمملكة العربية السعودية والبحرين وقطر والإمارات العربية المتحدة وعمان واليمن.
وتعتبر الشبكة نتيجة الاتفاقية على معاهدة الأمم المتحدة معتددة الجوانب لإنشاء طرق دولية في المشرق العربي في عام 2001، وقد تم تنفيذها في 2003 وصُدّقت من قبل 13 دولة تخدمها الشبكة.
(تم التصديق على الاتفاقية من قبل دولة فلسطين وليس إسرائيل.) 

## اتفاقية الطرق الدولية في المشرق العربي

### نص الاتفاقية
إدراكًا منهم بأهمية تسهيل النقل البري على الطرق الدولية في المشرق العربي والحاجة إلى زيادة التعاون والتجارة البينية والسياحة من خلال وضع خطة مدروسة لإنشاء وتطوير شبكة طرق دولية تلبي احتياجات كل من حركة المرور المستقبلية والمتطلبات البيئية، قام الأطراف في هذه الاتفاقية بالموافقة على ما يلي:

### بنود الاتفاقية
تتكون الاتفاقية من 13 بند وهي:
اعتماد شبكة الطرق الدولية
تتبنى الأطراف شبكة الطرق الدولية الموصوفة في الملحق الأول لهذا الاتفاق ("شبكة طرق المشرق العربي الدولية")، والذي يتضمن الطرق ذات الأهمية الدولية في المشرق العربي، وبالتالي ينبغي منح الأولوية في وضع خطط وطنية لبناء وصيانة وتطوير شبكات الطرق الوطنية التابعة للطرفين.
اتجاه مسارات شبكة الطرق الدولية
تتكون شبكة الطرق الدولية في المشرق العربي من الطرق الرئيسية مع وجود اتجاه شمال جنوبي وشرق غربي ويمكن أن تشمل طرق أخرى تضاف في المستقبل وفقا لأحكام هذه الاتفاقية.
المواصفات الفنية
خلال مدة أقصاها خمسة عشر (15) سنة، يجب أن تتماشى جميع الطرق الواردة في الملحق الأول مع المواصفات الفنية الواردة في الملحق الثاني للاتفاق. يجب أن تصمم الطرق الجديدة التي بنيت بعد بدء تنفيذ هذه الاتفاقية وفقا للمواصفات الفنية المحددة في الملحق الثاني.
العلامات، والإشارات والعلامات المميزة
خلال مدة أقصاها سبعة (7) سنوات، يجب أن تتماشى العلامات، والإشارات والعلامات المميزة المستخدمة في جميع الطرق الواردة في الملحق الأول مع المعايير المحددة في الملحق الثالث. يتم تصميم علامات جديدة، وإشارات وعلامات مميزة منتجة بعد بدء تنفيذ هذه الاتفاقية وفقا للمعايير الفنية المحددة في الملحق الثالث.
التوقيع والتصديق والقبول والإقرار والانضمام
بدء التنفيذ
التعديلات
الانسحاب
فسخ العقد
تسوية المنازعات
محدودية تطبيق الاتفاق
جهة الإيداع
سيكون الأمين العام للأمم المتحدة هو الوديع لهذه الاتفاقية.
الملاحق وقائمة المصطلحات الفنية 

## قائمة الطرق
| الرقم | الوصف                                                       | الطريق | ملاحظات |
| ----- | ----------------------------------------------------------- | --- | --- |
|       | العراق - شرقي شبه الجزيرة العربية                           | زاخو- الموصل - بغداد - السماوة - البصرة - صفوان - العبدلي - مدينة الكويت - النويصيب - الخفجي - أبو حدرية - الدمام - الهفوف - سلوى - البطحاء - الغويفات - أبوظبي - دبي - الفجيرة - كلباء - خطمة ملاحة - صحار - مسقط - نزوى - ثمريت - صلالة | القسم الذي يربط الدمام بالهفوف وسلوى سيتحول في نهاية المطاف إلى الطريق الساحلي (الدمام - سلوى) عند انتهائه |
|       | أبوظبي - صحار                                               | أبوظبي - العين - البريمي - البريمي - صحار | |
|       | العين - نزوى                                                | العين - مزيد - حفيت - نزوى | |
|       | شمال العراق - شرق البحر الأبيض المتوسط                      | حاج عمران - أربيل - الموصل - ربيعة - اليعربية - القامشلي - حلب - اللاذقية | |
|       | حلب - الرمادي                                               | حلب - دير الزور - البوكمال - القائم - الرمادي | |
|       | وسط سوريا                                                   | القامشلي - الحسكة - دير الزور - حمص - طرطوس | |
|       | خط أنابيب النفط                                             | حديثة - عرعر - حفر الباطن - أبو حدرية | |
|       | غرب العراق - شرق البحر الأبيض المتوسط                       | الرطبة - الوليد - التنف - دمشق - جديدة يابوس المصنع - بيروت | |
|       | وسط شبه الجزيرة العربية                                     | عمان - الأزرق - عماري - حديثة - سكاكا - حائل - بريدة - الرياض - الخرج | |
|       | العراق والأردن وفلسطين والساحل الجنوبي للبحر الأبيض المتوسط | المنذرية- خانقين - بغداد - الرمادي - الرطبة - طريبيل - الكرامة - الأزرق - عمان - جسر الملك حسين - القدس - غزة - رفح - العريش - جسر القنطرة - بور سعيد - الإسكندرية - السلوم                                                               | |
|       | سوريا - الأردن - المملكة العربية السعودية - اليمن           | باب الهوى - حلب - حمص - دمشق - نصيب - جابر - عمان - معان - المدورة - حالة عمار - تبوك - القليبة - المدينة المنورة - مكة المكرمة - أبها - علب باقم - صنعاء - تعز                                                                           | |
|       | معان - العقبة                                               | معان - العقبة | |
|       | بغداد - القاهرة                                             | بغداد - كربلاء - النخيب - جديدة عرعر - عرعر - سكاكا - القليبة - تبوك - الدرة - العقبة إيلات - نويبع - نخل - الشط - القاهرة | |
|       | ساحل البحر الأبيض المتوسط الشرقي                            | كسب - اللاذقية - طرطوس - الدبوسية - العبودية - طرابلس - بيروت - الناقورة | |
|       | سيناء - شرق البحر الأحمر                                    | العريش - نخل - نويبع - إيلات - العقبة - الدرة - ضبا - ينبع - رابغ - جدة - الدرب - الطوال حرض - الحديدة - المخا | |
|       | غرب المملكة العربية السعودية - مصر العليا                   | ضبا - سفاجا - قنا - موط | |
|       | البحر الأحمر - الساحل الغربي                                | الإسماعيلية - السويس - سفاجا - حلايب | |
|       | الكويت - ينبع                                               | مدينة الكويت - السالمي - الرقعي - حفر الباطن - الأرطاوية - بريدة - المدينة المنورة - ينبع | سيتم إضافة قسم جديد من هذا الطريق يتفرع من الأرطاوية متجهاً ناحية الشرق إلى الجبيل مروراً بأبو حدرية         |
|       | وادي النيل                                                  | الإسكندرية - القاهرة - قنا - أرقين | |
|       | المنامة - جدة                                               | المنامة -جسر الملك فهد- الدمام - الرياض - مكة المكرمة - جدة | |
|       | الدوحة - الدرب                                              | الدوحة - أبو سمرة سلوى- البطحاء - حرض - الخرج - السليل - أبها - الدرب | |
|       | جنوب شبه الجزيرة العربية                                    | ثمريت - المزيونة - مديرية شحن - الغيضة - المكلا - عدن - تعز - المخا | |